# شری ایرلاینز
شری ایرلاینز (به انگلیسی: Shree Airlines) یک شرکت هواپیمایی است که در ۱۹۹۹ میلادی تأسیس شده‌است. دفتر مرکزی شری ایرلاینز در کاتماندو، نپال واقع شده‌است و قطب این شرکت هواپیمایی در فرودگاه بین‌المللی تریبهوان قرار دارد و به ۱۰ مقصد، پرواز انجام می‌دهد.